# Nemanja Nedović
Nemanja Nedović (serbisch-kyrillisch Немања Недовић; * 16. Juni 1991 in Nova Varoš, SR Serbien) ist ein serbischer Basketballspieler. Nach Stationen in seiner Heimat und Litauen spielte der serbische Nationalspieler in der NBA 2013/14 kurzzeitig in der am höchsten dotierten Profiliga. Anschließend kehrte er nach Europa zurück und spielt seitdem in der spanischen Liga ACB. Seit 2022 spielt Nedović für Roter Stern Belgrad.

## Karriere
Mit 17 Jahren debütierte Nedović in der Herrenmannschaft von Roter Stern in der höchsten serbischen Spielklasse KLS und hatte seine ersten beiden Einsätze unter dem damaligen Vereinstrainer Svetislav Pešić. Nach der Vizemeisterschaft und einem verlorenen Pokalfinale 2009 hinter Lokalrivale und Serienmeister KK Partizan Belgrad gab es in den folgenden beiden Jahren keine weiteren Erfolge. Nedović stand bei den U-20-Basketball-Europameisterschaften 2009 bis 2011 im Kader der serbischen Junioren-Auswahlmannschaften, verpasste aber mit seinen Mannschaftskameraden bis auf eine Viertelfinal-Teilnahme 2010 vordere Platzierungen. 2011 erreichte der Jahrgang 1991, der ohne Beteiligung von Nedović 2007 U-16- und 2009 U-18-Europameister geworden war, gar nur den 13. Platz mit der drittbesten Bilanz aller Mannschaften, nachdem man in der Vorrunde zweimal verloren, in der Relegationsrunde aber alle Spiele gewonnen hatte. Die Basketballmannschaft des hoch verschuldeten Klubs Roter Stern wurde mit der Fusion 2011 mit der bisherigen Mannschaft von FMP Železnik unter dem neuen Präsidenten Nebojša Čović neu belebt. Trainer Pešić kehrte zurück, verlor aber mit der Mannschaft die Play-off-Finalserie 2012 um die serbische Meisterschaft erneut gegen Partizan. Bei der EM-Qualifikation im Sommer 2012 debütierte Nedović in der serbische Herren-Auswahl, die sich nur sehr knapp und wenig überzeugend für die Endrunde im folgenden Jahr qualifizierte.
Nach der Qualifikation verließ Nedović sein Heimatland und wechselte für die Saison 2012/13 zum litauischen Klub Lietuvos rytas nach Vilnius. Mit dem litauischen Vizemeister spielte Nedović im höchstrangigen europäischen Vereinswettbewerb EuroLeague 2012/13, in dem man nur knapp unter anderem am damaligen deutschen Meister Brose Baskets am Einzug in die Runde der 16 besten Mannschaften scheiterte, und im supranationalen Wettbewerb VTB United League 2012/13, in dem man mit ausgeglichener Bilanz ebenfalls den Einzug in die Play-offs knapp verpasste. In der litauischen Liga LKL reichte es zu einer weiteren Vizemeisterschaft hinter Titelverteidiger Žalgiris Kaunas, gegen den man die Finalserie ohne eigenen Sieg glatt in vier Spielen verlor. Nachdem Nedović im Entry Draft Ende Juni 2013 der am höchsten dotierten Profiliga NBA bereits in der ersten Runde an 30. Position von den Phoenix Suns ausgewählt worden war, erreichte er mit der serbischen Herrenmannschaft bei der EM-Endrunde 2013 einen siebten Platz, nachdem man im Viertelfinale Titelverteidiger Spanien unterlegen war. Zur NBA 2013/14 wechselte „First-Rounder“ Nedović in die Vereinigten Staaten, wo die Suns ihre Rechte bereits am Tag des Drafts an die Golden State Warriors in Kalifornien weitergegeben hatten. Bei den Warriors aus Oakland kam Nedović auf 24 Einsätze von durchschnittlich nicht mehr als sechs Minuten pro Spiel und konnte sich nie einen festen Kaderplatz erspielen, sondern wurde ständig an das Farmteam aus Santa Cruz abgegeben. Im Farmteam in der NBA Development League (D-League) sollte Nedović weitere Spielpraxis bekommen, die aber durch Verletzungen eingeschränkt wurde. So verpasste Nedović auch den Einzug in die NBA-Play-offs, als die Warriors in der ersten Runde ausschieden, und wurde auch von den Santa Cruz Warriors nicht mehr eingesetzt, als diese die Finalserie der D-League zum zweiten Mal in Folge verloren.
Nach Saisonstart der NBA 2014/15 entließen die Warriors Mitte November trotz garantierten Vertrags Nedović aus seinen Verpflichtungen, der anschließend in die spanische Liga ACB zum Klub aus Valencia wechselte. Mit dem Eurocup-Titelgewinner von 2014 spielte Nedović erneut in der Euroleague 2014/15, in der man jedoch nach nur drei Siegen in zehn Vorrundenspielen Gruppenletzter wurde. Trotzdem durfte die Mannschaft anschließend im Eurocup 2014/15 weiterspielen, wo man im Viertelfinale den damaligen deutschen Meister FC Bayern München unter Trainer Pešić zweimal sehr deutlich besiegte. Anschließend verlor der Eurocup-Titelverteidiger im Halbfinale jedoch zweimal gegen den späteren Titelgewinner BK Chimki und verlor auch die Halbfinalserie um die spanische Meisterschaft gegen den Hauptrundenersten und späteren Triple-Crown-Gewinner Real Madrid. Für die EM-Endrunde 2015 wurde Nedović auch wieder durch Nationaltrainer Aleksandar Đorđević in die serbische Auswahl berufen, die zwischenzeitlich Vizeweltmeister geworden war. Nachdem Serbien in der Vorrunde in der Berliner Mercedes-Benz Arena unbesiegt geblieben war, verlor die Auswahl zunächst im Halbfinale gegen Litauen und anschließend auch das „kleine Finale“ um die Bronzemedaille gegen Endrunden-Gastgeber und Titelverteidiger Frankreich. Zur Saison 2015/16 wechselte Nedović nach Auflösung seines laufenden Vertrags innerhalb der spanischen Liga nach Andalusien zum Klub Unicaja aus Málaga. Dem spanischen Halbfinalisten war eine weitere Teilnahme an der Euroleague 2015/16 gewährt worden, in der man erneut in die Zwischenrunde der 16 besten europäischen Mannschaften einziehen konnte. In der 14 Spiele umfassenden Zwischenrunde schied man dann aber nach nur vier Siegen aus.